# Sophia (Gnosis)
Der gnostische Sophia-Mythos ist die Geschichte der Hybris und des Falls der Untergottheit Sophia aus der höheren göttlichen Ordnung, der in der Folge zum Entstehen der materiellen Welt führt.

## Inhalt
Der Mythos der Sophia wird sowohl in der gnostischen Schrift Hypostasis der Archonten wie in der vom Ursprung der Welt erzählt, die beide zu den Nag-Hammadi-Schriften zählen. Sophia versuchte wie Gott – aus sich selbst heraus – ein Werk zu schaffen, das dem zuerst existierenden Licht gleich sein sollte. Dies war aber der irrende und unmögliche Versuch der Untergottheit Sophia, gottgleich aus eigener Kraft schöpferisch tätig zu werden. Ihr Werk kam als ein Himmelsbild zustande, das einen Vorhang zwischen den oberen Lichtbereichen und den später entstandenen, niederen Äonen bildete. Ein Schatten dehnte sich unterhalb des Vorhangs aus, nämlich an seiner vom Licht abgewandten äußeren Seite. Dieser Schatten wurde "Finsternis" genannt. Der Schatten wurde zur Materie, in der Sophia ihr Werk dann fortführt. Aus dieser Materie entstand gleich einer Fehlgeburt der löwengestaltige mannweibliche Jaldabaoth.

## Hypostase der Archonten (Cod. II. 4)
Die gnostische Schrift Hypostase der Archonten erhellt die kosmogenischen Vorstellungen der Gnostiker, wie sich aus folgenden Auszügen ergibt:
Oben in den grenzenlosen Äonen existiert die Unvergänglichkeit. Die Sophia, die "Pistis" genannt wird, wollte ein Werk allein, ohne ihren Paargenossen vollbringen. Und ihr Werk wurde zu einem Himmelsbild, so dass ein Vorhang besteht zwischen den Oberen und den Äonen, die unten sind. Und ein Schatten entstand unterhalb des Vorhanges. Und dieser Schatten wurde zu Materie … und wurde in ein Außengebiet geworfen. Und seine Gestalt wurde zu einem Werk in der Materie, einer Fehlgeburt vergleichbar. Er empfing die Prägung von dem Schatten und wurde zu einem anmaßenden Tier von Löwengestalt Jaldabaoth … Er öffnete seine Augen, und da er eine große grenzenlose Materie sah, wurde er hochmütig und sagte: "Ich bin ein Gott, und es gibt keinen anderen außer mir." Als er dies sagte, sündigte er gegen das All. Eine Stimme aber kam von der Höhe der Selbstherrschaft … "Du irrst dich Samael", das ist der blinde Gott oder Gott der Blinden. Seine Gedanken waren blind. Er gedachte, sich Söhne zu schaffen. Da er selbst mannweiblich war, schuf er sich sieben mannweibliche Söhne und sagte zu ihnen: "Ich bin der Gott des Alls." Zoe, die Tochter der Pistis Sophia, lässt Jaldabaoth durch einen von ihr ausgehenden feurigen Engel fesseln und in den Tartarus, in den Grund der Tiefe werfen. Als sein Sohn Sabaoth die Kraft jenes Engels sah, tat er Buße. Er verurteilte seinen Vater und seine Mutter, die Materie, und ekelte sich vor ihr … Sophia und Zoe entrückten ihn nach oben und setzten ihn über den siebenten Himmel, unterhalb des Vorhangs zwischen oben und unten. Als aber Jaldabaoth sah, dass er in dieser großen Herrlichkeit war, beneidete er ihn und der Neid erzeugte den Tod. Der Tod aber erzeugte seine Söhne … Die Unvergänglichkeit blickte herab auf die Gebiete des Wassers. Ihr Bild offenbarte sich in dem Wasser, und die Mächte der Finsternis verliebten sich in sie. Die Archonten fassten einen Beschluss und sagten: "Kommt, lasst uns einen Menschen machen aus Staub." Sie bildeten ihren Menschen nach ihrem Leibe und nach dem Bild Gottes, das sich im Wasser geoffenbart hatte. "Wir wollen es dem Bild in unserer Gestaltung gleichtun, damit das Bild sein Ebenbild sieht und wir es in unserer Gestaltung festhalten."

## Vom Ursprung der Welt (Cod. II 5)
In sehr enger Beziehung zur Hypostasis der Archonten steht die Schrift vom Ursprung der Welt. H.M. Schenke, der diese beiden barbelognostischen Schriften übersetzte, hat diese enge Beziehung durch folgende Übereinstimmungen charakterisiert: Fall der Pistis Sophia durch die Schaffung eines Vorhangs vor der Lichtwelt, Bildung eines Schattens und der Materie, Entstehung des mannweiblichen Jaldabaoth, Erhöhung seines bußfertigen Sohnes Sabaoth, Entstehung des Todes und seiner Söhne. Die Schrift vom Ursprung der Welt bietet die ausführlichere Beschreibung und der Name "unsterblicher Mensch" für den höchsten Gott taucht nur in ihr auf.